# Ciclón Kimi
El ciclón tropical Kimi fue un pequeño ciclón tropical que amenazó brevemente la costa oriental del norte de Queensland en enero de 2021. El décimo ciclón tropical bajo y el tercer ciclón tropical de la temporada de ciclones en la región australiana de 2020–21, Kimi se originó en una baja tropical débil que se formó al noreste de Queensland el 16 de enero de 2021. La baja se intensificó en el ciclón tropical Kimi temprano al día siguiente, a medida que avanzaba lentamente hacia la costa del noreste de Australia. A pesar de que la mayoría de los pronósticos muestran una trayectoria hacia el sur hacia la costa, un fuerte aumento en la cizalladura del viento hizo que la tormenta se alejara hacia el oeste de la costa solo unas horas antes de una posible llegada a tierra y provocó que Kimi se debilitara significativamente, convirtiéndose en un mínimo tropical el 18 de enero y disipándose por completo el día siguiente.
Los preparativos de la tormenta comenzaron poco después de la formación, y se emitieron alertas y advertencias para la tierra en el camino de Kimi. Se anticipó que los impactos serían significativos, y que los efectos de la tormenta anterior que azotó el estado en ese momento, el ciclón Imogen, se agravarían por las fuertes lluvias si hubiera tocado tierra. El inesperado debilitamiento del ciclón debido a un aumento repentino e inesperado de la cizalladura del viento a principios del 18 de enero provocó la cancelación de las advertencias de ciclones tropicales cuando Kimi se convirtió en un mínimo tropical. Pronto se disipó el 19 de enero.

## Historia meteorológica

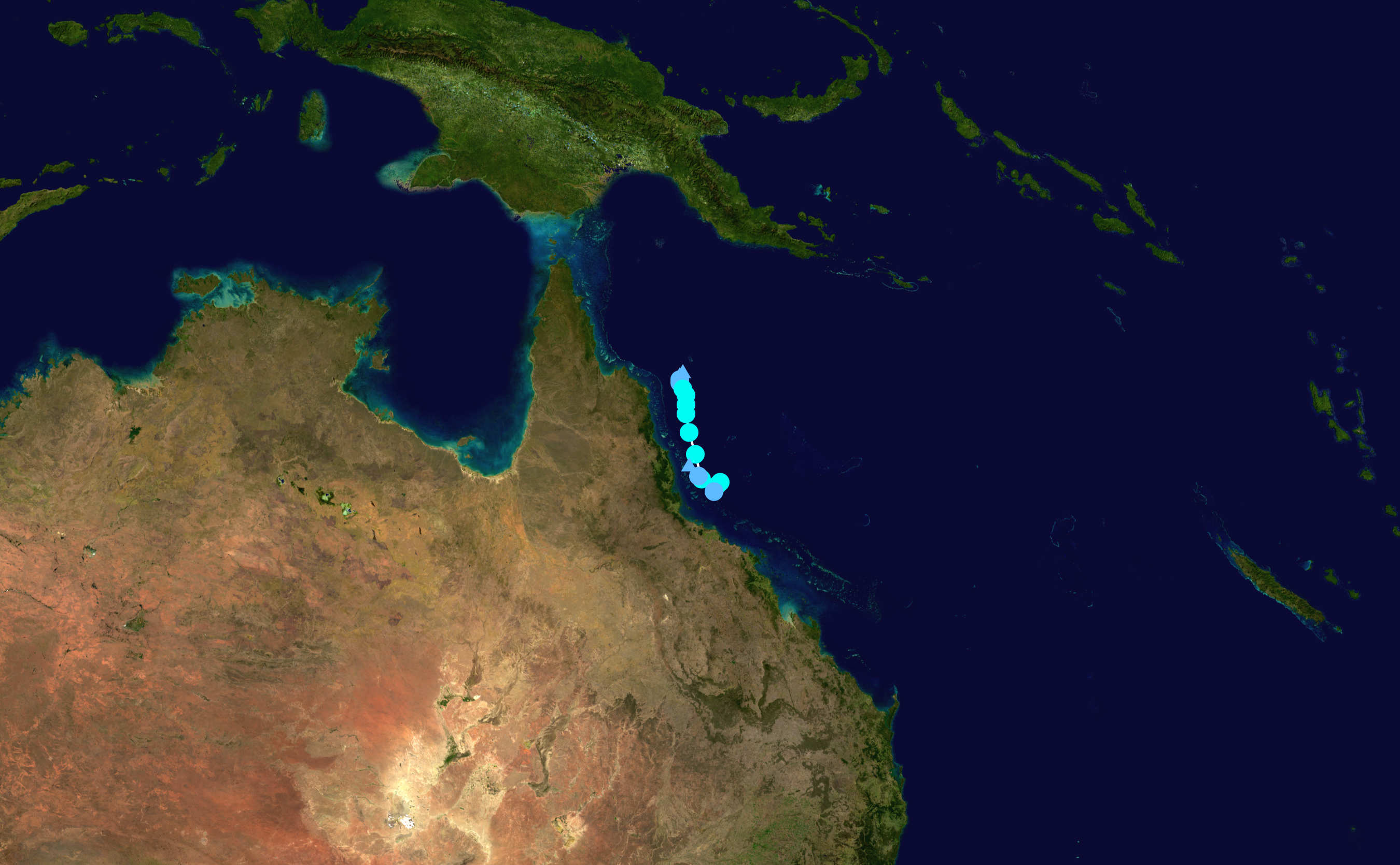
Mapa que traza la trayectoria y la intensidad de la tormenta, de acuerdo con la escala de huracanes de Saffir-Simpson

El 12 de enero, la Bureau de Meteorología (BOM) señaló que podría desarrollarse una depresión monzónica en una semana, lo que haría que las condiciones en la cuenca de la región de Australia fueran favorables para la ciclogénesis tropical. El 16 de enero, se formó una baja tropical débil al noreste de Queensland. Más tarde ese día, el Centro Conjunto de Advertencia de Tifones (JTWC) emitió una Alerta de Formación de Ciclón Tropical en el sistema. A las 02:10 UTC del 17 de enero, la Bureau de Meteorología (BOM) transformó la baja tropical en el ciclón tropical Kimi, mientras se encontraba al noreste de Cooktown. Un pequeño ciclón tropical, Kimi se movió lentamente hacia el sur mientras permanecía frente a la costa australiana.
A última hora del 17 de enero, las imágenes de radar de Cairns mostraron bandas de lluvia convectivas de bajo nivel, que envolvieron el centro de circulación de la tormenta. Alrededor de este tiempo, Kimi desarrolló grandes ráfagas de convección, con una circulación bien definida visible en las imágenes de satélite. Sin embargo, la organización comenzó a desacelerarse el 18 de enero, y la convección se desplazó hacia el oeste del centro. El radar de Townsville y las imágenes de satélite mostraron que la cizalladura del viento había provocado que la convección se desplazara ahora hacia el sureste del centro, ya que la convección profunda en sí misma comenzó a debilitarse. A última hora del 18 de enero, el ciclón tropical Kimi se debilitó hasta convertirse en una baja tropical mientras avanzaba lentamente frente a la costa del norte de Queensland. A las 21:00 UTC de ese mismo día, el Centro Conjunto de Advertencia de Tifones (JTWC) emitió su advertencia final sobre Kimi.

## Preparaciones e impacto

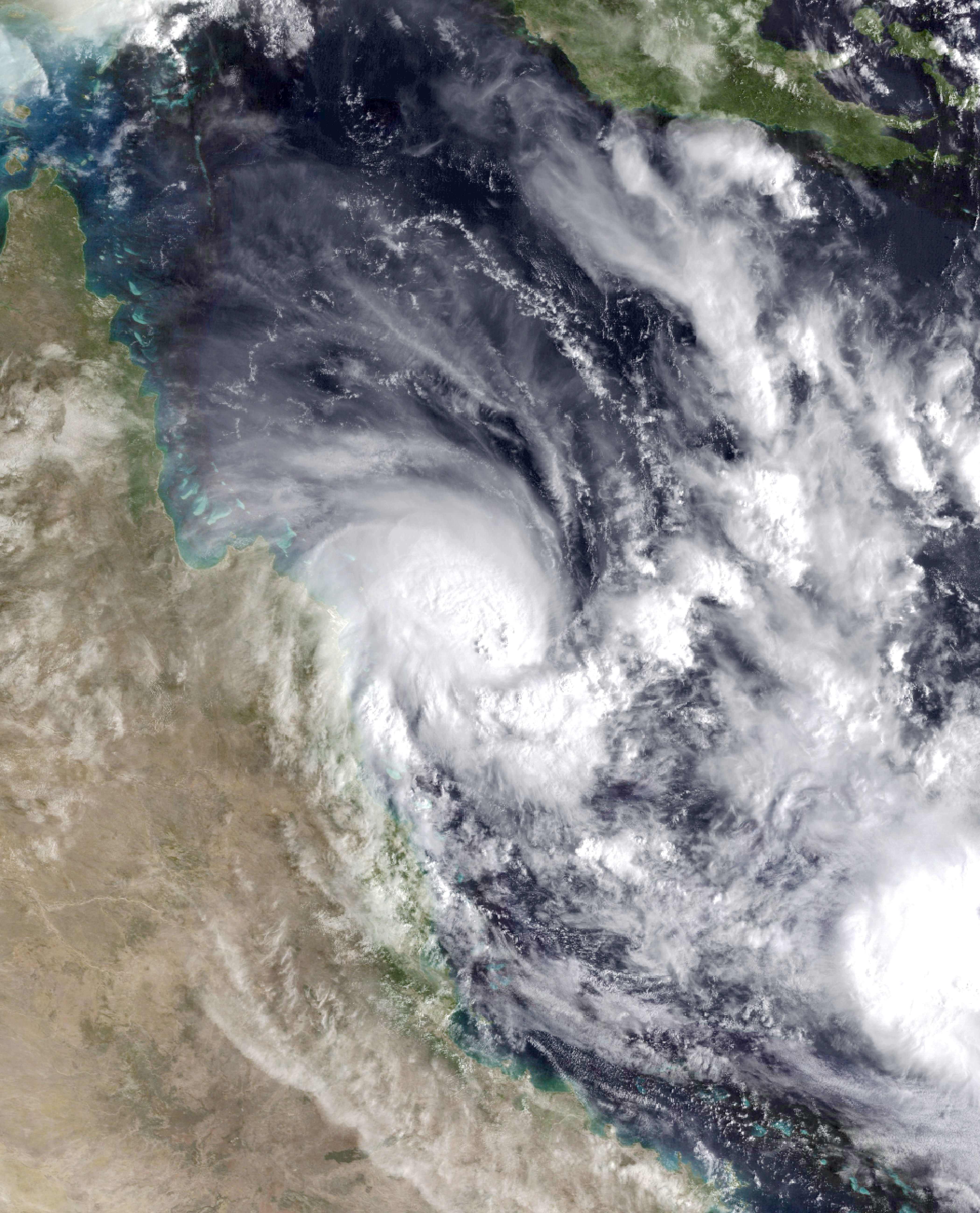
Kimi como baja tropical en alta mar Queensland el 16 de enero de 2021

El 17 de enero, se puso en vigor una advertencia de ciclón tropical desde Cape Melville hasta Cardwell en Queensland, que se extendió tierra adentro hasta Palmer y Chillagoe. Al día siguiente, se emitió una alerta de ciclón tropical desde Ayr a Bowen, mientras que la mayor parte de la zona de advertencia inicial había sido cancelada. Se emitió una alerta de inundación para las áreas que se espera que reciban fuertes lluvias de la tormenta. Los Servicios de Emergencia y Bomberos de Queensland aconsejaron a los residentes que preparen suministros de emergencia en el tiempo limitado disponible antes de la tormenta. Los servicios de emergencia también proporcionaron sacos de arena y lonas para proteger las estructuras. Cairns Central se cerró el 18 de enero. El Jardín Botánico Flecker dejó de operar brevemente a partir del 17 de enero, y el ferry del río Daintree operó solo una parte del 18 de enero. Costa afuera de Cairns, aproximadamente 200 personas en la isla Fitzroy fueron evacuadas. Los puertos de Cairns, Port Douglas, Innisfail y Cooktown solo estaban abiertos para movimientos de emergencia, así como Half Moon Bay Marina. El meteorólogo Shane Kennedy dijo que Kimi traerá impactos significativos independientemente de si se intensifica o no. También señalaron que existía un riesgo de inundación debido a los impactos del ciclón Imogen. Eleanor Rosam, del SES, dijo que los equipos, como el personal de rescate de aguas rápidas, han sido enviados a la espera de los posibles impactos de Kimi. Instó a los que se encontraban en el camino de la tormenta entrante a prepararse. A medida que Kimi se convirtió en una amenaza menor para Cairns, se reabrieron muchos lugares y servicios que previamente habían anunciado cancelaciones y cierres.
A medida que Kimi se trasladó más al sur, el aeropuerto de Townsville cesó sus operaciones entre el 18 y el 19 de enero. El ciclón provocó una alerta de emergencia para Palm Island, que esperaba un paso cercano. Una vez que se completaron los preparativos, muchos residentes de Queensland se agacharon para la tormenta. Sin embargo, las pistas pronosticadas pronto mostraron a Kimi alejándose de la costa de Australia. Los funcionarios de la Bureau de Meteorología (BoM) calificaron a la tormenta de "errática" e "inusualmente impredecible" debido a su pequeño tamaño.
Ya el 18 de enero, se produjeron grandes olas entre las ciudades de Yarrabah y Lucinda en el estado australiano de Queensland. En ese momento, el clima tormentoso también estaba afectando partes del estado. Las áreas aún recibieron inundaciones repentinas a pesar de la ausencia de un impacto directo de Kimi, sobre todo alrededor de Innisfail, que registró algunos de los totales de lluvia más altos, incluida una lectura de 158 mm (6.22 pulgadas) en un medidor en la ciudad.